# レーザー技術総合研究所
公益財団法人レーザー技術総合研究所（レーザーぎじゅつそうごうけんきゅうじょ）は、レーザー及び光科学技術に関する基礎研究及び応用研究事業を行う公益法人。元経済産業省資源エネルギー庁所管。

## 概要
- 所在：大阪府大阪市西区靱本町1-8-4
- 設立：1987年10月31日
- 理事長：高西一光